# Ben Paulen

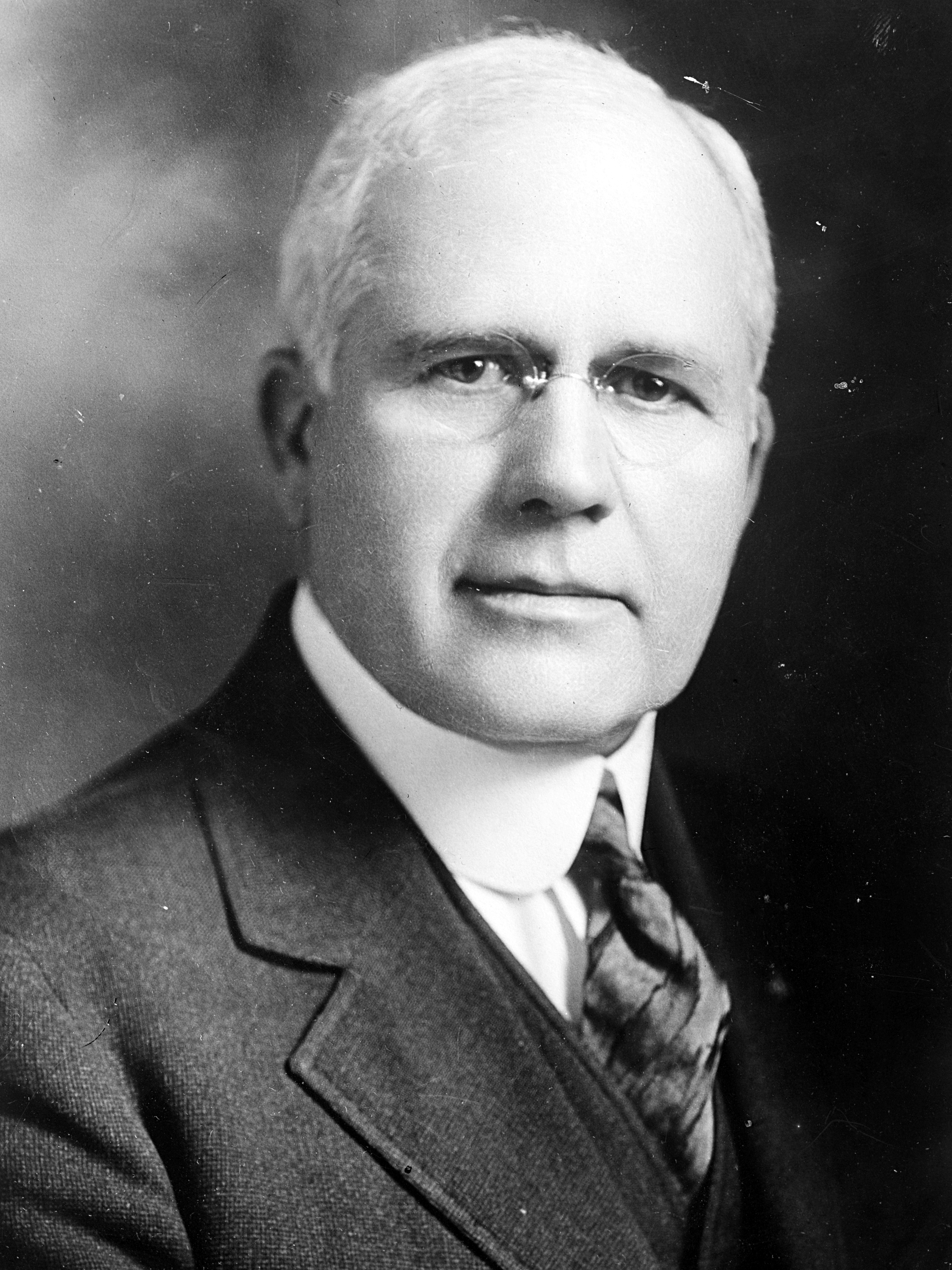
Ben Paulen

Benjamin Sanford „Ben“ Paulen (* 14. Juli 1869 im DeWitt County, Illinois; † 11. Juli 1961 in Fredonia, Kansas) war ein US-amerikanischer Politiker und von 1925 bis 1929 der 23. Gouverneur des Bundesstaates Kansas.

## Frühe Jahre und politischer Aufstieg
Schon als Kind kam Paulen mit seinen Eltern in das Wilson County in Kansas. Er besuchte dort die örtlichen Schulen und später war er für ein Jahr an der University of Kansas, ehe er das Stratton Business College in St. Louis (Missouri) besuchte. Nach seiner Ausbildung arbeitete er zunächst im Laden seines Vaters. Anschließend wurde er Präsident der Wilson County Bank; danach war er bei der Kansas Life Insurance Company für die Finanzen zuständig. Paulens politische Laufbahn begann im Jahr 1900 mit seiner Wahl in den Gemeinderat von Fredonia. Dieses Mandat behielt er bis zum Jahr 1904. Es folgte eine einjährige Amtszeit als Bürgermeister dieser Gemeinde, ehe er im Jahr 1913 in den Senat von Kansas gewählt wurde. Dort verblieb er bis 1921. Zwischen 1917 und 1921 war er außerdem staatlicher Ölinspekteur von Kansas. Schließlich wurde er 1922 zum Vizegouverneur von Kansas gewählt. Er amtierte in dieser Funktion von 1923 bis 1925. 1924 wurde er als Kandidat der Republikanischen Partei zum neuen Gouverneur von Kansas gewählt.

## Gouverneur von Kansas
Paulens Amtszeit begann am 12. Januar 1925 und endete nach einer erfolgreichen Wiederwahl am 14. Januar 1929. In seiner Zeit wurde die Mineralölsteuer eingeführt, die Universitätsverwaltungen wurden neu organisiert, neue Schulgebäude wurde finanziert und gebaut und der Verkauf von Zigaretten wurde legalisiert und besteuert. Außerdem wurde ein neues Wahlrechtsgesetz verabschiedet und der Bankenausschuss reformiert. Im Haushaltsbereich wurde ein neues Buchhaltungssystem eingeführt (Accounting and Budget System). Ansonsten profitierte Kansas von dem allgemeinen Aufschwung der 1920er Jahre.
Nach dem Ende seiner Amtszeit wurde Paulen Präsident der Kansas Bankers Association. Außerdem war er Mitglied der bundesweiten Bankers Association. 1932 bewarb er sich erfolglos um einen Sitz im US-Senat. 1939 wurde er Vorsitzender des Wohlfahrtsausschusses von Kansas und 1957 war er Mitglied eines Komitees zur Überarbeitung der Staatsverfassung. Ben Paulen starb im Juli 1961 im Alter von 91 Jahren. Er war mit Barbara Ellis verheiratet.